# Wojciech Węgliński
Wojciech Węgleński (vel Węgliński) herbu Szreniawa (ur. w 1713, zm. 9 października 1785) – podstoli buski, pułkownik chorągwi husarskiej buławy polnej koronnej, stacjonującej w  swojej posiadłości w Siedliszczu, kasztelan chełmski, (wrzesień 1776 - wrzesień 1785), starosta długoleński, wójt chełmski w 1771 roku.
Poseł na sejm 1756 i sejm 1758 roku z województwa bełskiego.
W roku 1758 zakupił dalszą cześć okolicznych dóbr koło swojej posiadłości – Siedliszcze, kiedy to Wacław Rzewuski sprzedał mu jako pułkownikowi husarii stacjonującej w jego posiadłości. Wojciech Węgliński jeszcze przed kupnem administrował majątkiem hetmana. Pułkownik Wojciech Wegliński wystawił tu nowy dwór. Był właścicielem, nie tylko klucza dóbr Siedliszcza, ale i m. Chęcin, Chojęcin.
26 stycznia 1760 otrzymał od  króla Augusta III Sasa ponowne nadanie praw miejskich dla Siedliszcza,  z  podkreśleniem zasług jego i „odważne przeciw nieprzyjacielowi akcje”. W 1785 został właścicielem Komarowa.
We wrześniu 1785 złożył kasztelanię i w kilka tygodni potem zmarł.
W roku 1787 właścicielem  tych majętności został jego syn, Antoni Leopold Węgliński (starosta chełmski), a z kolei, w 1821 r. otrzymał na własność Chojeniec, gdzie osiadł z żoną jego syn, Wojciech Dominik Węgliński, (ur. ok. 1790),  poseł (1830-31), który zginął w powstaniu 1863 r., a folwark Chojeniec przyszedł w spadku po jego żonie, Emilii z Radwańskich Węglińskiej (1800 - 2 listopada 1856), na dzieci. W 1799 r. syn pułkownika Antoni Leopold Węgliński zainicjował zmianę nazwy Siedliszcze na pochodzącą od swojego nazwiska Węglin, lecz  ta propozycja nie utrzymała się.

## Źródła
- Kasper Niesiecki, Herbarz polski Kaspra Niesieckiego S.J. 1846, s.309, podaje datę śmierci:1785 i ta jest powszechnie podawana
- Józef Rulikowski, Julian Bartoszewicz, Urywek wspomnień Józefa Rulikowskiego: wydany z obszerniejszego rękopismu, 1862 s.139,  podaje datę  śmierci; 9 października 1786
- Michał Rostworowski, Dyaryusz Sejmu z r. 1830–1831, Tom 5, Akademii Umiej.; skł. gł. w Księg. G. Gebethnera, 1911, s. 458